# Nova Itaberaba
Nova Itaberaba es un municipio brasileño del estado de Santa Catarina. Tiene una población estimada al 2022 de 4 536 habitantes. Pertenece a la Región metropolitana de Chapecó.

## Historia
La colonización de la localidad comenzó en 1930 por migrantes de Río Grande del Sur y el oeste de Santa Catarina. En 1930 se formó bajo el nombre de Vila São João, y en 1940 adoptó el nombre de Sede Velha. Fue el 26 de septiembre de 1991, con la emancipación de la localidad que adoptó el nombre de Nova Itaberaba.